# 저 (하나라)
저(杼)는 하나라의 7대 군주이며 소강의 아들이다. 17년간 재위하였다.
죽서기년에 의하면 처음에 거원(居原)을 수도로 삼았다가 이후 노구(老丘)로 옮겼다고 한다. 또 동쪽을 쳐서 구미호를 손에 넣었다고 한다. 저의 재위기간 때 짐승의 가죽으로 몸을 보호하고 나가 싸웠다고 전해지는데, 이것이 중국 역사상 처음으로 나오는 갑옷의 기록이다.